# Valentim Gentil (político)
Valentim Salvador Gentil (Itápolis, 14 de fevereiro de 1900 - São Paulo, 24 de junho de 1948). Foi presidente da Assembléia Legislativa do Estado de São Paulo. Foi quem promulgou a Constituição Paulista, em 9 de julho de 1947.
Valentim Gentil nasceu em Itápolis no tempo em que se chamava Boa Vista das Pedras. Formou-se em direito em 1920 e em 1921 fundou o Oeste Futebol Clube na sua cidade natal. Foi vereador da câmara local trabalhando pelos interesses do pequeno município. Em 1929 foi Deputado Estadual e mais tarde diretor e professor da Escola Normal de Itápolis. No ano de 1935 foi Prefeito Municipal de Itápolis. Em 1948, quando tudo levava a crer que sairia candidato a Governador do Estado de São Paulo, faleceu em consequência de uma intervenção cirúrgica no coração, realizada pelo médico Euryclides Zerbini, conhecido por ter feito o primeiro transplante de coração, no Brasil.
[carece de fontes?]